# Europese kampioenschappen triatlon middenafstand
De Europese kampioenschappen triatlon op de middenafstand werden zeven maal gehouden, namelijk in 1985, 1986, 1987, 1988, 1990, 1992 en 1994. In 2013 werd na negentien jaar de achtste editie gehouden. De afstand die moest worden afgelegd is 2,5 kilometer zwemmen, 80 kilometer fietsen en 20 kilometer lopen wat neerkomt op de dubbele Olympische afstand. Enige jaren was het kampioenschap vervangen door de Europese kampioenschappen triatlon lange afstand die sinds 2003 over een dubbele afstand ging, maar nu het EK lange afstand meestal de drievoudige Olympische afstand betreft, wordt het EK op de middenafstand ook weer gehouden. Het EK middenafstand wordt normaliter ingebed in een reeds georganiseerde triatlon, zoals de triatlon van Stein, die dan voor dat jaar als Europees kampioenschap geldt.

## Podia

### Mannen
| Editie | Plaats      | Goud                 | Tijd    | Zilver               | Tijd    | Brons                      | Tijd    |
| 1985   | Aabenraa    | Peter Zijerveld      | 4:10:05 | Dirk Aschmoneit      | 4:11:52 | Magnus Lönnqvist           | 4:15:09 |
| 1986   | Brasschaat  | Rob Barel            | 3:54:31 | Didier Volckaert     | 4:05:23 | Tom Dimmendaal             | 4:05:49 |
| 1987   | Roth        | Glenn Cook           | 3:57:19 | Axel Koenders        | 4:00:02 | Jürgen Zäck                | 4:00:59 |
| 1988   | Stein       | Rob Barel            | 3:44:50 | Karel Blondeel       | 3:45:59 | Jürgen Zäck                | 3:48:08 |
| 1990   | Trier       | Karel Blondeel       | 4:02:25 | Mark Koks            | 4:03:36 | Danillo Palmucci           | 4:04:21 |
| 1992   | Joroinen    | Glenn Cook           | 3:37:58 | Thomas Hellriegel    | 3:39:17 | Philippe Methion           | 3:39:22 |
| 1994   | Novo mesto  | Rob Barel            | 3:48:19 | Christop Mauch       | 3:50:37 | Péter Kropkó               | 3:51:13 |
| 2013   | Barcelona   | Javier Gomez         | 4:05:07 | Martin Jensen        | 4:11:12 | Jens Toft                  | 4:13:13 |
| 2014   | Peguera     | Giulio Molinari      |         | Bruno Pais           |         | Gustavo Rodriguez Iglesias |         |
| 2015   | Rimini      | Filip Ospaly         |         | Giulio Molinari      |         | Bart Aernouts              |         |
| 2016   | Walchsee    | Giulio Molinari      |         | Florian Angert       |         | Thomas Steger              |         |
| 2017   | Herning     | Patrick Dirksmeier   |         | Anders Kristensen    |         | Miki Taagholt              |         |
| 2018   | Ibiza       | Giulio Molinari      |         | Miki Taagholt        |         | Albert Moreno Molins       |         |
| 2019   | Târgu Mureș | Andrey Bryukhankov   |         | Filipe Azevedo       |         | Domen Dornik               |         |
| 2021   | Walchsee    | Frederic Funk        |         | Bart Aernouts        |         | Ruben Zepuntke             |         |
| 2022   | Bilbao      | Antonio Benito López |         | Christophe De Keyser |         | Rico Bogen                 |         |
| 2023   | Menin       | Louis Naeyaert       |         | Jonathan Wayaffe     |         | Dieter Comhair             |         |

### Vrouwen
| Editie | Plaats     | Goud                       | Tijd    | Zilver                     | Tijd    | Brons                 | Tijd    |
| 1985   | Aabenraa   | Lieve Paulus               | 4:32:13 | Sarah Springman            | 4:47:15 | Brigitta Sandahl      | 5:04:23 |
| 1986   | Brasschaat | Sarah Coope                | 4:32:13 | Irma Zwartkruis            | 4:36:24 | Chantal Malherbe      | 4:40:34 |
| 1987   | Roth       | Sarah Coope                | 4:28:38 | Sarah Springman            | 4:30:23 | Irma Zwartkruis       | 4:32:41 |
| 1988   | Stein      | Sarah Coope                | 4:15:42 | Irma Zwartkruis            | 4:18:54 | Anneliese Weber       | 4:21:50 |
| 1990   | Trier      | Isabelle Mouthon-Michellys | 4:29:04 | Thea Sybesma               | 4:33:02 | Jeannine De Ruysscher | 4:37:51 |
| 1992   | Joroinen   | Jeannine de Ruysscher      | 4:05:19 | Isabelle Mouthon-Michellys | 4:06:48 | Thea Sybesma          | 4:09:03 |
| 1994   | Novo mesto | Isabelle Mouthon-Michellys | 4:17:45 | Natascha Badmann           | 4:20:27 | Simone Mortier        | 4:22:16 |
| 2013   | Barcelona  | Camilla Pedersen           | 4:35:34 | Eimear Mullen              | 4:41:11 | Maria Czesnik         | 4:42:35 |